# Shāh Jūb
Shāh Jūb (persiska: شاه چوب, شاه جوب, Shāh Chūb) är en ort i Iran.   Den ligger i provinsen Kurdistan, i den nordvästra delen av landet, 400 km väster om huvudstaden Teheran. Shāh Jūb ligger 1 881 meter över havet och antalet invånare är 284.
Terrängen runt Shāh Jūb är kuperad åt sydväst, men åt nordost är den platt.Runt Shāh Jūb är det ganska tätbefolkat, med 72 invånare per kvadratkilometer. Närmaste större samhälle är Dehgolān, 17,3 km norr om Shāh Jūb. Trakten runt Shāh Jūb består i huvudsak av gräsmarker.